# Сохрановское сельское поселение
Сохрановское сельское поселение — муниципальное образование в Чертковском районе Ростовской области.
Административный центр поселения — село Сохрановка.

## Административное устройство
В состав Сохрановского сельского поселения входят:
- село Сохрановка;
- хутор Терновский.

## Население
| 2010  | 2012  | 2013  | 2014  | 2015  | 2016  | 2017  |
| ----- | ----- | ----- | ----- | ----- | ----- | ----- |
| 1490  | ↘1469 | ↘1443 | ↘1433 | ↘1425 | ↘1416 | ↗1420 |
| 2018  | 2019  | 2020  | 2021  |       |       |       |
| ↘1410 | ↘1391 | ↘1370 | ↗1371 |       |       |       |